# Ленер, Кристин
Кристин Ленер (англ. Christine Lehner, род. 15 мая 1952, Массачусетс) — американская писательница, автор рассказов и романов.

## Ранние годы и образование
Ленер родилась в 1952 году в Массачусетсе. Она училась в Колледже творческих исследований Калифорнийского университета в Санта-Барбаре и получила степень бакалавра искусств по литературе в 1973 году. Во время учёбы в Калифорнийском университете в Санта-Барбаре она была ученицей Марвина Мадрика. Позже она поступила в Университет Брауна, который окончила в 1977 году со степенью магистра творческого письма.

## Литературная карьера
Ленер опубликовала свой первый роман «Ожидание» (ISBN 9780811208482) в 1982 году. Свою вторую работу «Что надеть, чтобы увидеть Папу» (ISBN 9780786713295) она опубликовала более двадцати лет спустя, в 2004 году. Её последняя работа «Отсутствует чудо» (ISBN 9780151014293) была выпущена в 2009 году.

## Личная жизнь
В 1976 году Ленер вышла замуж за выпускника Колледжа творческих исследований и Калифорнийского университета в Санта-Барбаре Джеффри Ричардсона Хьюитта. До развода в 2001 году у пары было двое детей, Рейн и Тристрам. В настоящее время Кристин Ленер проживает в Гастингсе-на-Гудзоне, штат Нью-Йорк.
Ленер и Хьюитт учредили премию Бранкарт в области художественной литературы и премию Ричардсон в области поэзии для Колледжа творческих исследований Калифорнийского университета в Санта-Барбаре в честь своих бабушек.
Ленер занялась пчеловодством и в 2004 году основала компанию Let it Bee Apiaries.